# Mireia Sentís
Mireia Sentís Casablancas (Barcelona 4 de junio en 1947) es una escritora, fotógrafa y editora española.

## Trayectoria
Realizó sus primeros  estudios en París y posteriormente  el bachillerato en Barcelona de 1963 a 1968. Estudió Arte y Literatura en Oxford y Florencia en los años 1967-1970, amplió sus estudios en el campo de la imagen visual mediante el aprendizaje del  Vídeo en la New York School of Video, televisión en la New School for Social Research de Nueva York, en la que estudió dirección y publicidad para televisión y cine en la State Island University entre 1972-1981.  En esta ciudad norteamericana trabajó durante dos años en el departamento de traducción de la ONU.
Codirectora de la Biblioteca Afroamericana Madrid (BAAM). El tema de la cultura afroamericana es uno de los temas principales en la obra de Sentís, como quedó plasmado en el amplio libro de entrevistas  titulado En el pico del águila (1999)
Ha colaborado en algunos de los principales medios de comunicación españoles tanto de prensa escrita como El País, La Vanguardia, El Europeo o Le Monde Diplomatique, y en medios audiovisuales como  La COPE, Cadena SER, Radio Nacional. En Radio Televisión Española, RTVE,  presentó y dirigió el programa cultural Dos en raya, en los años 1984-85, en dicho programa entrevistó a a numerosos personajes de la vida política y cultural española.

## Exposiciones

### Comisariados
Ha comisariado exposiciones para varias de las instituciones más relevantes de Madrid  y Barcelona, como en el Centro de Arte Reina Sofía, La Casa Encendida, el Círculo de Bellas Artes y en Barcelona, en las salas de La Pedrera y La Caixa.

### Exposiciones
Ha expuesto su obra individualmente en espacios como la Fawbush Gallery de Nueva York, 1989, el Centro Cultural de España en República Dominicana y Costa Rica, 2000 o la Galería Moriarty de Madrid,1989-2008. Ha realizado dos exposiciones retrospectivas de su obra fotográfica en el Círculo de BB AA de Madrid en el año 2008 y en la sala Santa Mónica de Barcelona en el año 2009.

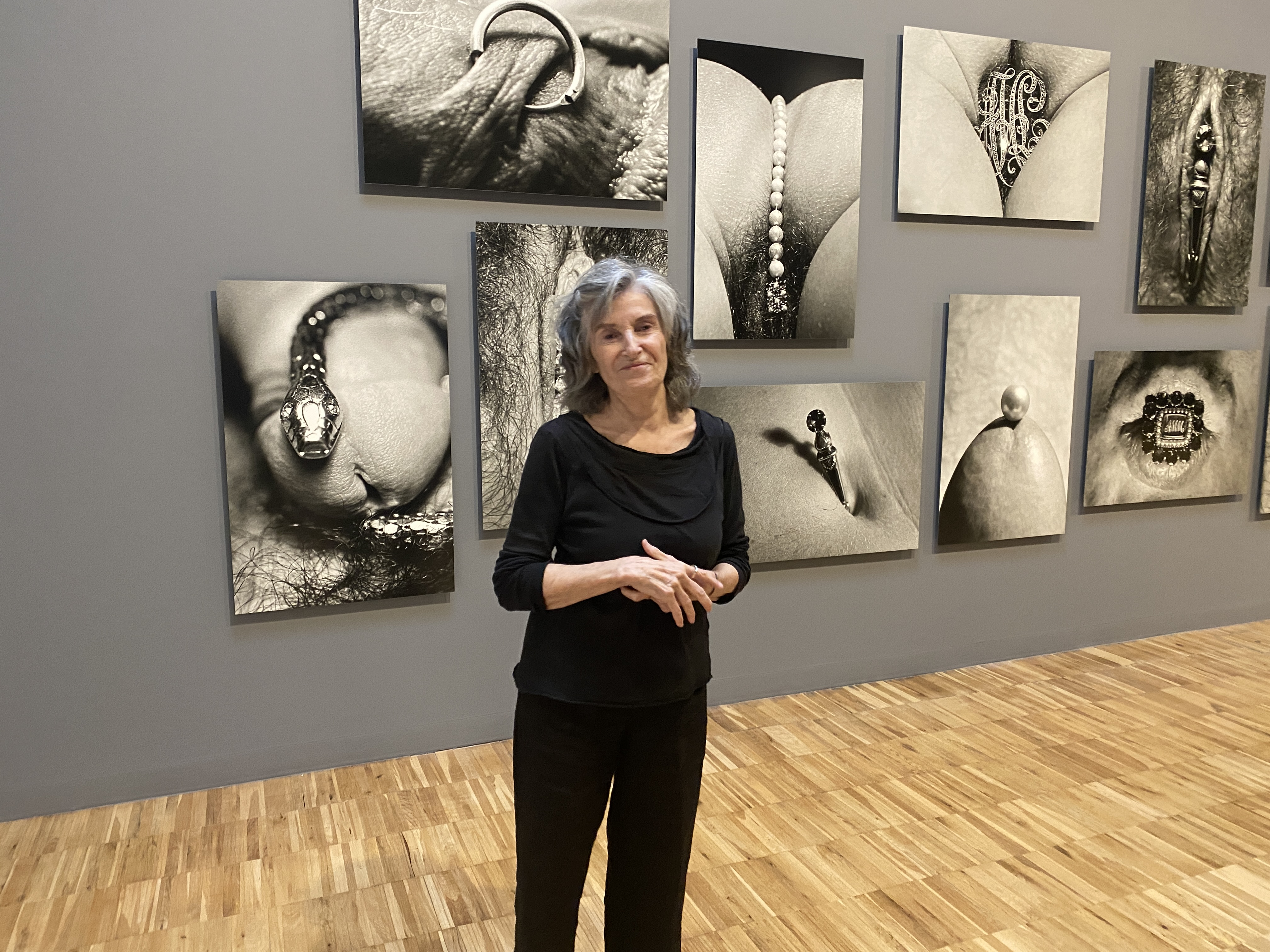
Exponiendo en el TEA de Tenerife 2023

Ha participado en exposiciones colectivas, entre otras, Fragments (Universidad de Barcelona, 1993, A García Lorca  en el Museo Postal y Telegráfico de Madrid, 1998, Miradas de mujer, 20 fotógrafas españolas, en el Museo Esteban Vicente de Segcvia, en el año 2005, o Funny women Gallery Onetwentyeight de Nueva York, 2007).

## Publicaciones
Al límite del juego 1994 sobre la vanguardia estadounidense más heterodoxa de las décadas de 1960 y 1970, con  Árdora Ediciones, Madrid, 1994. 
En el Pico del Águila. Una introducción a la cultura afroamericana, Árdora Ediciones, Madrid, 1998.
Introducción a De Misisipi a Madrid. Memorias de un afroamericano de la Brigada Lincoln, de James Yates 2011. Edición e introducción a Escritos sobre España de Langston Hughes (2011).  Edición e introducción a Una historia de la conciencia (ensayos escogidos), de Angela Davis (2016). Edición e introducción a Cuerpo político negro (2017), todas ellas publicadas en la colección BAAM Ediciones de Oriente y Mediterráneo.
En el periódico español contemporáneo, Diario El País, ha publicado numerosos artículos desde el año 1990 del siglo XX, tanto en el periódico diario, como en el suplemento de viajes El Viajero, así como en el suplemento de arte Babelia.
Relación de  artículos en El País escritos por Mireia Sentís.